# Coenosia atrifrons
Coenosia atrifrons är en tvåvingeart som beskrevs av Stein 1911. Coenosia atrifrons ingår i släktet Coenosia och familjen husflugor. Inga underarter finns listade i Catalogue of Life.